# Missael Morales
Missael Morales (Monclova, Coahuila; 12 de febrero de 2001) es un futbolista mexicano, juega como Mediocampista y su equipo actual son los Alebrijes de Oaxaca de la Liga de Expansión MX.

## Trayectoria
Formación en Pachuca
Saldría de la cantera tuza en el 2014 y la cual estaría hasta el 2018, aunque nunca lograría debutar con el primer equipo.

### Mineros de Zacatecas
Ese mismo año del 2018 llegaría al equipo minero donde debutó primero en copa el 8 de enero de 2019 ante Lobos BUAP, y después en liga el 17 de agosto de 2019 ante el Zacatepec, fue uno de los recurrentes del entonces técnico Óscar Torres.

### Club León
Para el 2020 sería mandado al equipo del bajío aunque solo estaría en el equipo Sub-20.

### Alebrijes de Oaxaca
Después de haber terminado su préstamo con el Club León, llegaría al equipo de Alebrijes en calidad de préstamo a petición de Óscar Torres.

### Club León: 2° etapa
Después de estar solo 6 meses en Alebrijes, volvería nuevamente a la Sub-20.

### Club Necaxa
En 2022 iría al equipo hidro cálido donde sería tomado en cuenta para la Sub-20.

### Alebrijes de Oaxaca
Ese mismo año regresaría a los Alebrijes donde se lograría consolidar con el equipo.

## Estadísticas
Actualizado al último partido jugado el 3 de noviembre de 2024.
| Mineros · México                    | 2.ª           | 2018-19       | 0  | 0 | 5 | 0 | ― | ― | 5  | 0 |
| Mineros · México                    | 2.ª           | 2019-20       | 12 | 2 | 2 | 0 | ― | ― | 14 | 2 |
| Mineros · México                    | Total club    | Total club    | 12 | 2 | 7 | 0 | 0 | 0 | 19 | 2 |
| Alebrijes · México                  | 2.ª           | 2020-21       | 8  | 0 | ― | ― | ― | ― | 8  | 0 |
| Alebrijes · México                  | 2.ª           | 2022-23       | 26 | 0 | ― | ― | ― | ― | 26 | 0 |
| Alebrijes · México                  | 2.ª           | 2023-24       | 27 | 1 | ― | ― | ― | ― | 27 | 1 |
| Alebrijes · México                  | 2.ª           | 2024-25       | 11 | 0 | ― | ― | ― | ― | 11 | 0 |
| Alebrijes · México                  | Total club    | Total club    | 72 | 1 | 0 | 0 | 0 | 0 | 72 | 1 |
| Total carrera                       | Total carrera | Total carrera | 84 | 3 | 7 | 0 | 0 | 0 | 91 | 3 |
| (1)Incluye datos de la Copa México. |               |               |    |   |   |   |   |   |    |   |